# إضاءة المسرح
إضاءة المسرح هو فن الإضاءة وكما هو الحال بقاعات المؤتمرات والندوات فإن الإضاءة في جميع مجالات المسرح من مسرح رقص أو مسرح حفل تخرج أو مسرح تلفاز أو مسرح غنائي أو مسرح القاء خطاب إلى مالا نهاية. ويتم اضاءة المسرح الخارجي أو الداخلي الشرط الأساسي للإضاءة هو ضوء صناعي حيث تكون أغلب الإضاءات بالمسارح وقاعات المؤتمرات هي اضاءة صناعية تخلوا من الإضاءة الطبيعية بحيث يتم التحكم بها من جانب الزيادة والنقصان كما يفضل عدم وجود منافذ على الأماكن المفتوحة وذلك لعدم دخول الأتربة أو الغبار للمسرح بما يؤثر على جودة ونقاء التصوير الضوئي وكذلك على نظافة عدسات الفلترة للإضاءة أو البروجكتور العارض فضلا عن سرعة تأثر الوحدات الماصة للصوت بالأتربة والغبار، ويسمى الذي يكون مختص في هذا الامر (مهندس اضاءة) أو مهندس الديكور الصناعي وغالبا يكون لديه خليفة بالكهرباء

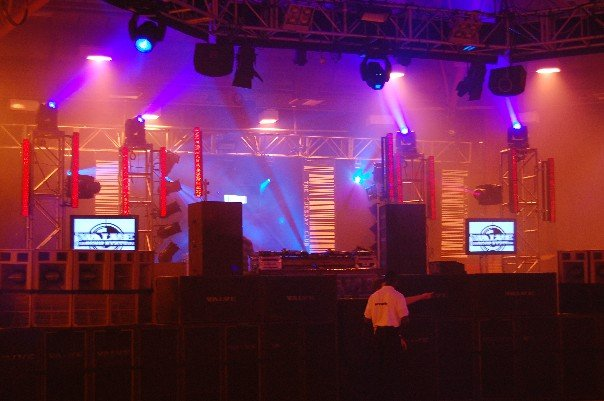
أحد انواع الاضاءة